# Fritz Piaskowski
Fritz Piaskowski (* 24. März 1906 in Aumund; † 11. März  1985 in Bremen) war ein deutscher Politiker (SPD) und Sportfunktionär.

## Biografie

### Ausbildung und Beruf
Piaskowski erlernte den Beruf eines Schlossers auf der Werft Bremer Vulkan. Er war beim Vulkan 37 Jahre beschäftigt als Schlosser und Werkmeister.

### Sportfunktionär
1919 wurde er Mitglied im Arbeiter-Turn- und Sportbund (ATSB), der 1933 von den Nationalsozialisten verboten wurde. Er war technischer Leiter des ATSB.
Nach dem Zweiten Weltkrieg war er beteiligt an der Neugründung einer allgemeinen Sportorganisation, die nunmehr alle Bevölkerungskreise umfassen sollte. 1946 gründete er die Sportgemeinschaft Aumund-Vegesack neu, nachdem die amerikanische Besatzungsmacht bei der Wieder-Zulassung der Vereine die Vorstände auf politische Zuverlässigkeit kontrollierte. 1947 war er im Vorstand des Landessportbundes Bremen (LSB) als Dachverband der Bremer und Bremerhavener Sportvereine und Sportverbände. Ab 1966 wurde er Vorsitzender des LSB als Nachfolger des LSB-Gründungsvorsitzenden Oskar Drees.

### Politiker
Nach der Lehre wurde er in den 1920er Jahren Mitglied der Gewerkschaft. 1927 trat er der SPD bei. Als aktiver Sozialdemokrat wurde er in der Nazi-Zeit politisch verfolgt und 1933 vorübergehend inhaftiert. Von 1946 bis 1966 war er Mitglied der Bremischen Bürgerschaft und dort in mehreren Deputationen, unter anderem auch für den Sport, vertreten.
Von 1964 bis 1974 war er Leiter des Ortsamtes Vegesack und somit zuständig für die Verwaltungsaufgaben des Beirates Vegesack.

### Ehrungen
- Piaskowski wurde 1978 mit dem Großen Verdienstkreuz mit Stern der Bundesrepublik Deutschland ausgezeichnet[1].
- Das Sport- und Freizeitbad Fritz Piaskowski in Bremen-Vegesack wurde nach ihm benannt.

## Einzelnachweis
1. ↑  Bekanntgabe von Verleihungen des Verdienstordens der Bundesrepublik Deutschland. In: Bundesanzeiger. Jg. 31, Nr. 19, 27. Januar 1979.

| Personendaten    | Personendaten                                       |
| ---------------- | --------------------------------------------------- |
| NAME             | Piaskowski, Fritz                                   |
| KURZBESCHREIBUNG | deutscher Politiker (SPD), MdBB und Sportfunktionär |
| GEBURTSDATUM     | 24. März 1906                                       |
| GEBURTSORT       | Aumund                                              |
| STERBEDATUM      | 11. März 1985                                       |
| STERBEORT        | Bremen                                              |